# Xakao
Xakao é uma vila localizada no Distrito do Noroeste em Botswana. Possuía, em 2011, uma população estimada de 1 565 habitantes.